# Stenhomalus humilis
Stenhomalus humilis är en skalbaggsart som beskrevs av Holzschuh 1995. Stenhomalus humilis ingår i släktet Stenhomalus och familjen långhorningar. Inga underarter finns listade i Catalogue of Life.